# Смородина чорна
{{#ifeq:0|0|{{#if:|{{#if:Ribesnigrum|[[]}}|}}}}
Сморо́дина чо́рна (Ribes nigrum L.) — ягідний кущ родини аґрусових (Аґрусові).

## Походження назви
Смородина чорна отримала назву від свого запашного листя, яке часто використовують як приправу при солінні огірків та помідорів. У листі і, особливо, у листкових бруньках смородини наявний ряд запашних та лікувальних речовин, які можуть використовуватись згідно з їхніми властивостями.

## Ботанічні характеристики
Кущ чорної смородини — 0,6-1,3 м заввишки, з дугоподібними, тонкими, опушеними пагонами. Молоді пагони зеленувато-сірі з невеликими рожево-бурими бруньками. Листки чергові 3-5-лопатеві (6-12 см завдовжки, 3-12 см завширшки), тьмяно-зелені, зверху голі, зісподу залозисті і опушені по жилках. Лопаті широкотрикутні, нерідко середня лопать витягнута, черешки пухнасті. Квітки зібрані в пониклі — 5-10-квіткові китиці (3-5 см завдовжки), квітконіжки злегка опушені. Квітки (7-9 мм завдовжки) з широкодзвоникуватим квітколожем, чашолистків п'ять, червонувато- або жовтувато-сірих, тупих або загострених, відігнутих назовні. Віночок дзвіночкоподібний, п'ятипелюстковий, тичинок чотири-п'ять, маточка одна, зав'язь напівнижня. Нектарник знаходиться у квітці на глибині 5 мм, отвір квітки завужений, тому квіти не приваблюють інших комах, окрім бджіл. Квітне після аґрусу, в південних регіонах у кінці квітня, північніше - пізніше. Медопродуктивність дуже відрізняється в широких межах в залежності від сорту, погоди та умов вирощування; в середньому 30 кг/га.
Плід чорна куляста ягода (близько 10 мм у діаметрі), з характерним запахом і смаком.
Смородина чорна росте в підліску мішаних і листяних лісів, на галявинах, берегових чагарникових заростях, по окраїнах боліт. Зимостійка, тіньовитривала рослина. Цвіте в травні, плоди достигають у липні. Поширена на Поліссі, в Прикарпатті, Карпатах, Закарпатті, в північно-західних районах Лісостепу, а в культурах — по всій Україні.

## Практичне використання
Харчова, вітамінозна, ефіроолійна, лікарська, медоносна, фітонцидна рослина.

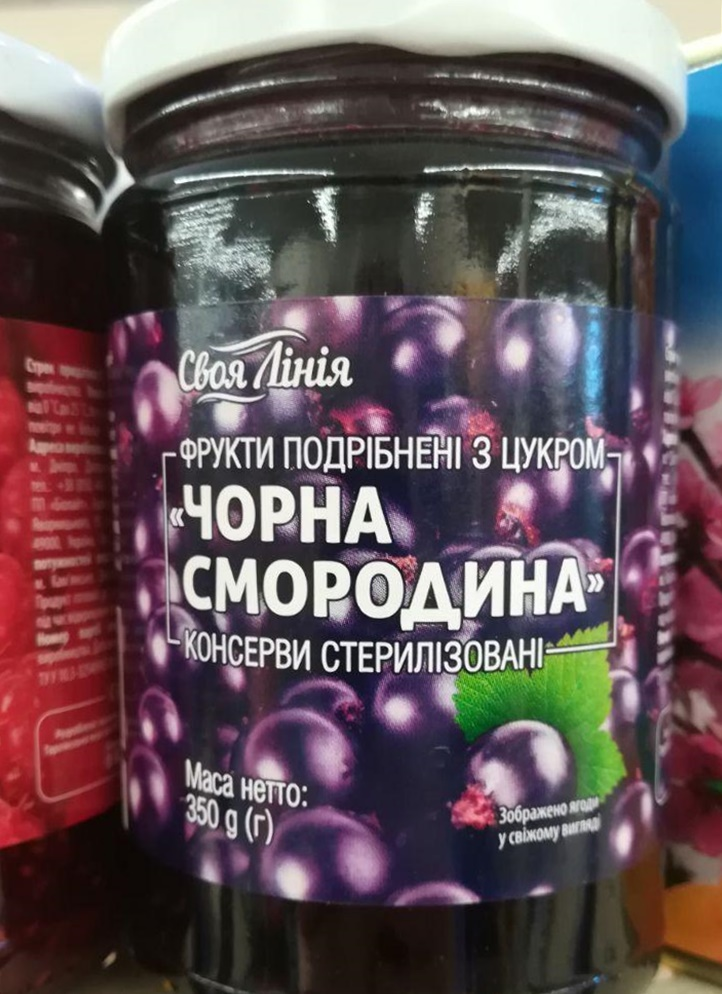
Стерилізовані консерви «Чорна смородина» («Своя лінія» АТБ)

### Вживання в їжу

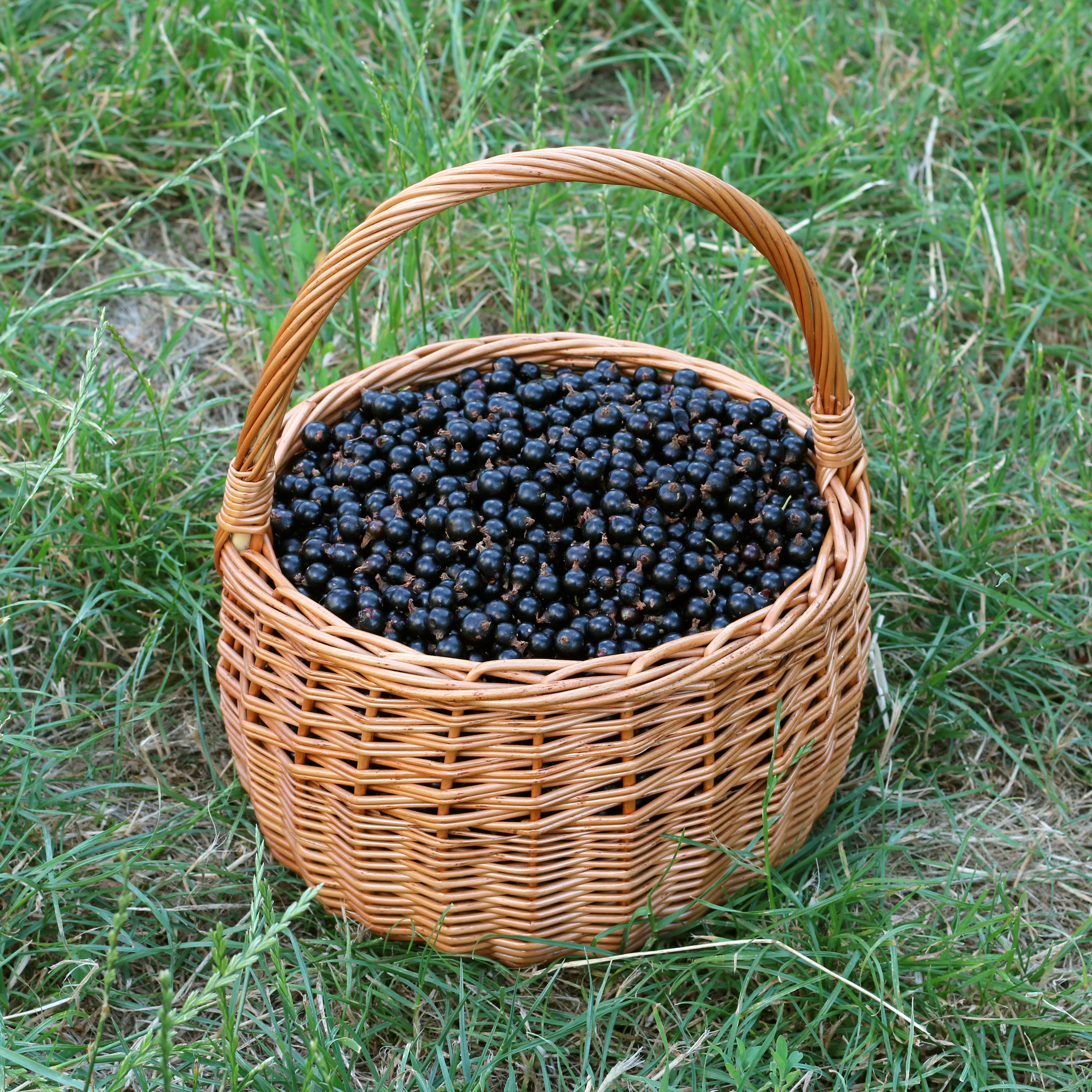
Чорна смородина у кошику. Вінницька область

Ягоди смородини вживають у свіжому вигляді, але основне значення вони мають для переробки. 3 неї виробляють желе, мармелад, начинки для цукерок, варення, джеми, соки, екстракти, вина, лікери й наливки.
Ягоди містять цукри (6-11 %), лимонну, яблучну, бурштинову кислоти (1,5-3,6 %), пектинові, азотисті, дубильні й фарбувальні речовини. За вмістом вітаміну С чорна смородини займає одне з провідних місць (близько 400 мг %), причому при відповідній переробці плодів вміст його майже не зменшується. Крім того, в ягодах містяться вітаміни А і Р.
Як важливе джерело вітаміну С ягоди чорної смородини використовують для одержання різноманітних концентратів, препаратів вітаміну С і одночасно для збагачення аскорбіновою кислотою багатьох харчових продуктів.
Ягоди чорної смородина сушать, маринують, консервують свіжими, подрібнюючи й змішуючи з цукром. Крім харчового і смакового значення, ягоди чорної смородина мають високі лікувальні властивості.

### Медицина
У науковій медицині висушені ягоди — Fructus Ribis nigri — використовують як сечогінний, потогінний і вітамінний засіб, а сироп — для поліпшення смаку мікстур. Листки — Folium Ribis nigri містять вітамін С і застосовуються як вітамінний засіб.
У народній медицині ягоди і листки вживають від кашлю, гіпертонії, ревматизму. Ягоди застосовують і як вітамінний, посилюючий апетит засіб, від хрипоти в горлі; листки, ягоди і кору — при порушенні обміну речовин, простуді й коклюші, хворобах сечового міхура і ниркових каменях; свіжі ягоди й відвар гілок — при венеричних і нервових хворобах, сильних головних болях, золотусі. Відвар гілок дають пити і купають у ньому дітей при діатезі і туберкульозі шкіри. Молоді листкові бруньки містять ефірну олію (0,75 %) і використовуються для при готування екстракту, який застосовують для ароматизації харчових продуктів і в кондитерській промисловості.
Смородина чорна — добрий весняний медонос, пилконос, відвідується і запилюється тільки бджолами. Медопродуктивність її 30-140 кг/га. Насіння смородини чорної містять жирну олію (16,5 %), придатну для харчових і технічних потреб. Ягоди й листки смородини чорної мають антибактеріальні властивості. Фітонциди, що містяться в них, знезаражують оточуюче повітря, а сік ягід зберігає бактерицидні властивості протягом місяця.
Кущі смородини чорної рекомендуються для присадибних насаджень, а на вологих чорноземних ґрунтах їх використовують для створення захисних смуг.

## Збирання, переробка та зберігання
Плоди смородини збирають у липні-серпні. Свіжі ягоди переробляють на екстракти, сиропи, різноманітні консерви, пастилу, джем, варення тощо. Сушать при температурі 50-60°. Висушені ягоди пакують і зберігають не більше двох років у сухих, добре провітрюваних приміщеннях.
Листки збирають влітку, зриваючи їх руками. Сушать з доброю вентиляцією. Сухі листки пакують і зберігають у сухих приміщеннях. Бруньки збирають взимку або навесні до їх розпускання. Для цього зрізують окремі молоді гілки, зв'язують пучки і оббивають бруньки. На решетах бруньки відділяють від домішок і консервують 50-градусним спиртом, заливаючи ним бруньки, упаковані в банки.

## Сорти
- Софія

В січні 2023 року до державного реєстру сортів рослин України внесли 7 нових сортів чорної смородини. Зокрема, це сорти Єдність, Мережка, Чорний десерт, Дебют, Вечорниця, Сіана та Кіра. 

## Гібриди
- З аґрусом — йошта.

## Шкідники та хвороби
Шкідниками чорної смородини є: галиця пагонова смородинова, златка смородинова вузькотіла, листокрутка розанова. Не рекомендується розводити чорну смородину поблизу культур сосни Веймута, оскільки вона є проміжним хазяїном іржастого гриба Peridermium strobi, який викликає іржу сосни і може призвести до загибелі соснових насаджень.